# Mutarotation
La mutarotation est l'évolution du pouvoir rotatoire accompagnant une équation chimique appelée épimérisation. Dans la chimie des sucres, ce terme désigne l'épimérisation du carbone hémiacétal. Par exemple, dans le cas du glucose, la mise en solution d'α-D-glucose, en présence d'un catalyseur approprié (par exemple H+) conduit à un mélange de 35 % d'α-D-glucose et 65 % de β-D-glucose. Cette proportion à l'équilibre est dépendante du solvant (pyridine, acide éthanoïque).
La mutarotation a été décrite par le chimiste français Augustin-Pierre Dubrunfaut en 1846.
Bien que la forme cyclique soit la plus favorable, les oses sont en permanence en équilibre avec leur forme ouverte (forme centrale sur la figure ci-dessous), résultant de l'ouverture du cycle au niveau du carbone anomérique. Au moment de reformer la liaison hémiacétal qui referme le cycle, le groupe hydroxyle a la possibilité d'attaquer d'un côté ou de l'autre du carbone du groupement carbonyle. Le côté de l'attaque décidera si l'anomère formé est α ou β.